# V-подібний двигун
V-подібний двигун, є загальною конфігурацією двигунів внутрішнього згоряння. Він складається з двох груп циліндрів, зазвичай з однаковою кількістю циліндрів у кожній групі, з’єднаних із загальним колінчастим валом. Ці ряди циліндрів розташовані під кутом один до одного, таким чином, якщо дивитися з передньої частини двигуна, вони утворюють форму латинської літери «V».
V-подібні двигуни зазвичай мають меншу довжину, ніж еквівалентні рядні двигуни, однак компромісом є більша ширина. Двигуни V6, V8 і V12 є найпоширенішою компоновкою для автомобільних двигунів з 6, 8 або 12 циліндрами відповідно.

## Історія
Перший V-подібний двигун, двоциліндровий V-twin, був розроблений Вільгельмом Майбахом і використовувався в автомобілі Daimler Stahlradwagen 1889 року. 
Перший V8 двигун був виготовлений у 1903 році у вигляді двигуна Antoinette, розробленого Леоном Левавассером для гоночних човнів і літаків.   Перший V12 двигун був виготовлений наступного року Putney Motor Works у Лондоні, знову для використання в гоночних човнах.  Перший двигун V6, який вийшов на виробництво, з’явився незабаром у 1908 році на заводі Deutz Gasmotoren Fabrik у Німеччині для використання в якості генератора для бензинових і електричних двигунів локомотивів.  Однак лише в 1950 році двигун V6 почали використовувати в серійних автомобілях, першим прикладом якого був двигун Lancia V6.  У цьому двигуні V6 кут розвалу циліндрів був 60 градусів і окремі шатуни для кожного циліндра, щоб зменшити проблеми з вібрацією, які виникли під час попередніх спроб виробництва V6 двигунів.

## Характеристики
Порівняно з еквівалентним рядним двигуном (найпоширеніша конфігурація для двигунів з менш ніж шістьма циліндрами), V-подібний двигун має меншу довжину, але ширший. Цей ефект зростає зі збільшенням кількості циліндрів у двигуні; різниця в довжині між H-twin і рядними двигунами може бути незначною, однак двигуни V8 мають значно меншу довжину, ніж рядні.  Порівняно з менш поширеним опозитним двигуном, V-подібний двигун вужчий, вищий і має вищий центр маси.

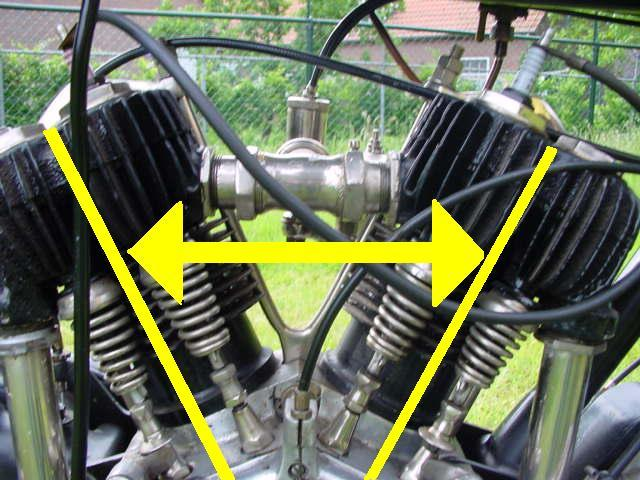
V-кут, показаний жовтими лініями

«V-подібний кут» між рядами циліндрів значно відрізняється між двигунами. У деяких двигунах використовується кут 180 градусів (той самий кут, що й у опозитного двигуна ), наприклад у кількох двигунах Ferrari V12.   На іншому кінці шкали двигун Lancia V4 1922-1976 рр. і двигун Volkswagen VR6 1991 р. по теперішній час використовують V-подібні кути всього 10 градусів разом з однією головкою блоку циліндрів, що використовується обома циліндрами.
Збалансованість двигуна V12 – це ідеальний первинний і вторинний баланс. Для двигунів V з меншою кількістю циліндрів баланс двигуна залежатиме від таких факторів, як інтервал запалювання, противаги колінчастого вала та наявність балансувальних валів.
Кривошипна цапфа на V-образному двигуні зазвичай спільна для двох циліндрів з протилежних сторін зі зміщенням між двома циліндрами. Альтернативними конфігураціями є окремі шатунні цапфи на кожен циліндр (наприклад, кілька V-подібних двигунів) або шарнірні шатуни (наприклад, такі як авіаційний двигун Rolls-Royce Merlin).

## Інвертовані двигуни

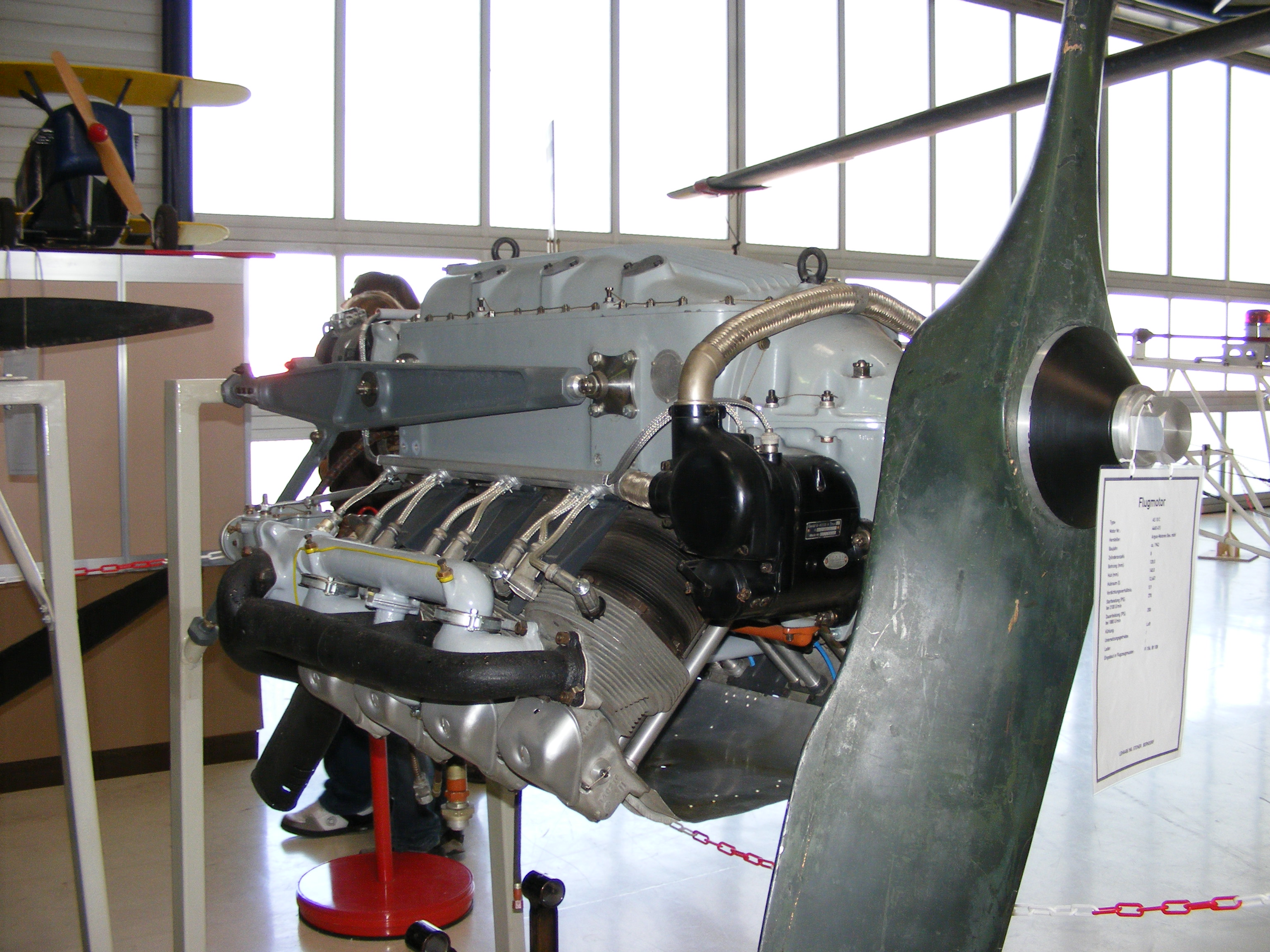
Інвертований двигун Argus As 10

Деякі літаки 1920-х і 1930-х років використовували інверсні двигуни, у яких колінчастий вал розташований у верхній частині двигуна, а головки циліндрів - унизу. Переваги включають кращу видимість в одномоторному літаку, більш високу лінію тяги та, як наслідок, збільшений просвіт для гвинта. Приклади включають двигун Argus As 10 V8 1928 року та двигуни Daimler-Benz DB 601 V12 1935 року.
 

## Специфічні конфігурації
Для V-подібних двигунів прийнято використовувати позначення "V # ", де # означає кількість циліндрів. Конфігурації двигунів V, які досягли виробництва, такі:
- V-twin (також відомий як "V2")
- V3
- V4
- V5
- V6
- V8
- V10
- V12
- V14
- V16
- V18
- V20
- V24
- V32

## Дивись також
- H-подібний двигун
- W-подібний двигун
- X-подібний двигун
- U-подібний двигун
- Радіальний двигун
- Історія двигуна внутрішнього згоряння